# Neozavrelia lindbergi
Neozavrelia lindbergi är en tvåvingeart som beskrevs av Reiss 1968. Neozavrelia lindbergi ingår i släktet Neozavrelia och familjen fjädermyggor. Inga underarter finns listade i Catalogue of Life.